# Рабит Батулла
Рабит Батулла (тат. Роберт Мөхлис улы Батуллин) — татарский общественный деятель, театральный режиссёр, педагог, писатель, драматург, публицист и сатирик. Член Союза писателей Татарстана. Заслуженный деятель искусств Татарской АССР (1985), Народный писатель Республики Татарстан (2008), лауреат Государственной премии Республики Татарстан имени Габдуллы Тукая (2006).

## Биография
Родился в селе Нижние Лузи Заинского района Татарской АССР . Детство прошло в деревне Шикмамаево.
С 1956 по 1961 году поступил на актерский факультет театрального училища имени М. С. Щепкина в Москве. После окончания работал актером в Татарском академическом театре имени Г. Камала, одновременно увлекаясь режиссурой. В конечном итоге актерская карьера не задалась.
В 1963 году ему предлагают должность режиссёра Казанского театра кукол, а также режиссёра редакции детской Казанской студии телевидения. Здесь у него и появился интерес к литературному творчеству. Он начинает писать инсценировки, пьесы, рассказы для детей.
В 1968 году становится членом Союз писателей Татарстана.
В 1977 году снова уехал в Москву, цель была, посетить Высшие литературные курсы при Литературном институте имени М. Горького. Окончив курсы в 1979, стал преподавать в Казанском театральном училище.

## Творчество
В 1966 году вышла его первая книга — повесть-сказка «Зовут меня Дурткюз».
Пьесы «Волшебство в полдень» (1966), «Курай уйный бер малай (Мальчик играет на курае)» (1970) ставятся во многих городах всего Советского Союза. Его книги публикуют издательства «Уйларымны кеше белсен» («Мысли вслух», 1969), «Не покину тебя, душенька» (1980) и др., в конечном итоге завоевавшие любовь читателей благодаря острой сюжетной линии и тонким юмором. Именно в те годы у него начинаются проблемы с властью. Неоднозначную отреагировало руководство партийной власти на его рассказ «Муртаза», в котором повествуется об освободительной борьбе татар после захвата Казани в 1552 году войсками Ивана Грозного.
В 1970 году он отправляет две телеграммы Брежневу — в одной просит разрешить открыть журнал для молодых татарских писателей, а в другой выражает протест против передачи Азимовской мечети под общежитие. В результате он попадает в «черный список». От него отказываются издательств, редакций газет и журналов. Только после перестройки он вновь начинает полноценно публиковаться.
Так же Рабит Батулла известен тем, что в 2000 году он выпустил перевод Корана с турецкого на татарский язык. 
В 2017 году к 80-летию первого президента республики Татарстан М.Ш.Шаймиева издал книгу "Илбашы".